# Лоран Робер
Лора́н Робе́р (фр. Laurent Robert, нар. 21 травня 1975, Сен-Бенуа) — колишній французький футболіст, що грав на позиції півзахисника.
Виступав, зокрема, за клуб «Ньюкасл Юнайтед», а також національну збірну Франції у складі якої став володарем Кубка конфедерацій 2001 року.

## Клубна кар'єра
У дорослому футболі дебютував 1994 року виступами за команду клубу «Монпельє», в якій провів п'ять сезонів, взявши участь у 124 матчах чемпіонату.
Протягом 1999–2001 років захищав кольори команди клубу «Парі Сен-Жермен», з яким став віце-чемпіоном Франції сезону 1999/00 та переможцем Кубка Інтертото 2001 року.
Своєю грою за останню команду привернув увагу представників тренерського штабу англійського клубу «Ньюкасл Юнайтед», до складу якого приєднався 2001 року. Тренер «строкатих» Боббі Робсон зробив француза ключовим елементом у своїй команді, але після зміни тренера і приходу на посаду Грема Сунесса, Робер почав конфліктувати з тренером і втратив місце в команді, через що влітку 2005 року був відданий в оренду в «Портсмут». Всього Лоран відіграв за команду з Ньюкасла чотири сезони своєї ігрової кар'єри.
На початку 2006 року підписав контракт на 3,5 роки з португальською «Бенфікою», що пробилась в плей-оф Ліги чемпіонів, але це придбання виявилося невдалим. Гра француза, який забив 3 голи в 20 матчах, піддавалася різкій критиці — особливо на тлі його високої зарплати. Через це вже влітку футболіст на правах вільного агента перейшов в іспанське «Леванте», але і в Ла Лізі футболіст не зміг себе проявити, зігравши за сезон лише 13 матчів, після чого взагалі перестав потрапляти у заявку на матчі і в листопаді 2007 року розірвав контракт з клубом.
8 січня 2008 року підписав контракт з аутсайдером англійської Прем'єр-ліги «Дербі Каунті», але кілька місяців тому, він приєднався до канадського «Торонто» для участі в сезоні МЛС 2008 року. 20 серпня 2008 року француз покинув «Торонто».
Завершив професійну ігрову кар'єру у клубі «Лариса», за команду якого небагато виступав протягом сезону 2008/09 років.

## Виступи за збірну
18 серпня 1999 року дебютував в офіційних матчах у складі національної збірної Франції в матчі проти збірної Північної Ірландії. 15 листопада 2000 року в грі проти збірної Туреччини забив свій єдиний гол за збірну. 
Наступного року у складі збірної був учасником розіграшу Кубка конфедерацій 2001 року в Японії і Південній Кореї, зігравши у чотирьох з п'яти матчів своєї збірної і здобувши з нею титул переможця турніру.
По завершенні турніру більше до складу збірної не залучався. Протягом кар'єри у національній команді, яка тривала усього 3 роки, провів у формі головної команди країни 9 матчів, забивши 1 гол.

## Досягнення
- Переможець Кубка Інтертото: 2001
- Переможець Кубка Конфедерацій: 2001